# Wilhelm Thierry
Wilhelm Adam Thierry (* 26. September 1761 in Bruchsal; † 26. Juli 1823 in Rudolstadt) war ein deutscher Landschaftsmaler, Radierer und Architekt des Klassizismus und Bruder von Ferdinand Thierry.
Nach Studium der Malerei bei Ferdinand Kobell in Mannheim war Thierry von 1794 bis 1810 zunächst als landgräflicher Zeichenmeister in Homburg und anschließend als Hofmaler in Sachsen-Meiningen tätig. Nach einem Studium der Architektur 1810 bis 1812 bei Friedrich Weinbrenner in Karlsruhe wurde er zum fürstlichen Baudirektor in Rudolstadt ernannt, wo er den Ostflügel des Schlosses Heidecksburg errichtete.
Seine Sammlung von Zeichnungen Weinbrenners und seiner Schüler gelangte 1859 nach Philadelphia, wo sein Neffe Theodore Thierry († 1870) seit 1833 tätig war.